# Rapids City (Illinois)
Rapids City es una villa ubicada en el condado de Rock Island en el estado estadounidense de Illinois. En el Censo de 2010 tenía una población de 959 habitantes y una densidad poblacional de 228,99 personas por km².

## Geografía
Rapids City se encuentra ubicada en las coordenadas 41°34′43″N 90°20′22″O / 41.57861, -90.33944, a la orilla izquierda del río Misisipi que la separa de Iowa. Según la Oficina del Censo de los Estados Unidos, Rapids City tiene una superficie total de 4.19 km², de la cual 4.19 km² corresponden a tierra firme y (0%) 0 km² es agua.

## Demografía
Según el censo de 2010, había 959 personas residiendo en Rapids City. La densidad de población era de 228,99 hab./km². De los 959 habitantes, Rapids City estaba compuesto por el 97.81% blancos, el 0.21% eran afroamericanos, el 0.1% eran amerindios, el 0.31% eran asiáticos, el 0% eran isleños del Pacífico, el 0.42% eran de otras razas y el 1.15% pertenecían a dos o más razas. Del total de la población el 2.19% eran hispanos o latinos de cualquier raza.